# Tamil Murasu
Tamil Murasu is een Tamil-dagblad, dat uitkomt in de Indiase deelstaat Tamil Nadu. Het blad komt uit in verschillende edities: in Chennai, Salem, Coimbatore, Erode, Puducherry, Madurai, Tirunelveli, Tiruchirappalli en Nagercoil. Het blad is gevestigd in Madras en is eigendom van Kalanidhi Maran's Sun Network.